# Rokhayatou Sonko
Pour les articles homonymes, voir Sonko.
Rokhayatou Sonko, née le 4 mai 1988, est une lutteuse sénégalaise. 

## Carrière
Rokhyatou Sonko obtient la médaille d'or dans la catégorie des moins de 59 kg aux championnats d'Afrique 2004 puis la médaille d'argent aux championnats d'Afrique 2005. Dans la catégorie des moins de 55 kg, elle remporte la médaille d'argent aux championnats d'Afrique 2006 et l'or aux championnats d'Afrique 2007.
Elle est médaillée de bronze dans la catégorie des moins de 55 kg aux Jeux africains de 2007 et aux championnats d'Afrique 2008. Rokhyatou Sonko obtient la médaille de bronze dans la catégorie des moins de 59 kg aux championnats d'Afrique 2009. Elle repasse dans la catégorie des moins de 55 kg, obtenant l'argent aux championnats d'Afrique 2011 et le bronze aux championnats d'Afrique 2012.

## Palmarès
| Année | Compétition            | Lieu       | Résultat | Catégorie |
| ----- | ---------------------- | ---------- | -------- | --------- |
| 2004  | Championnats d'Afrique | Le Caire   | 1re      | - 59 kg   |
| 2005  | Championnats d'Afrique | Casablanca | 2e       | - 59 kg   |
| 2006  | Championnats d'Afrique | Pretoria   | 2e       | - 55 kg   |
| 2007  | Championnats d'Afrique | Le Caire   | 1re      | - 55 kg   |
| 2007  | Jeux africains         | Alger      | 3e       | - 55 kg   |
| 2007  | Championnats du monde  | Bakou      | 18e      | - 55 kg   |
| 2008  | Championnats d'Afrique | Tunis      | 3e       | - 55 kg   |
| 2009  | Championnats d'Afrique | Casablanca | 3e       | - 55 kg   |
| 2011  | Championnats d'Afrique | Dakar      | 2e       | - 55 kg   |
| 2012  | Championnats d'Afrique | Marrakech  | 3e       | - 55 kg   |